# Райковци (Валовищко)
 Тази статия е за бившето село в Гърция.  За селото в България вижте Райковци.  
Райковци или Райковче (на гръцки: Καπνότοπος, Капнотопос, до 1926 година Ραϊκόφτσα, Райкофца) е бивше село в Република Гърция, разположено на територията на дем Синтика, област Централна Македония.

## География
Райковци е било разположено на 33 километра северно от град Сяр (Серес) и на 17 километра северно от Валовища (Сидирокастро) в Петричко-Санданската котловина в северното подножие на Сенгелската планина (Ангистро или Цингели) на границата с България.

## История

### Етимология
Според Йордан Н. Иванов името е жителско име от личното име Райко. Гръцката форма Райкофца и Райковче отразяват турския изговор.

### В Османската империя
В края на XIX век Райковци е българско село, спадащо към Демирхисарската каза на Серски санджак. Александър Синве („Les Grecs de l’Empire Ottoman. Etude Statistique et Ethnographique“), който се основава на гръцки данни, в 1878 година пише, че в Кайкорца (Kaïkortza), Мелнишка епархия, живеят 150 гърци. В „Етнография на вилаетите Адрианопол, Монастир и Салоника“, издадена в Константинопол в 1878 година и отразяваща статистиката на населението от 1873 Райковца (Raïkovtsa) е посочено като село с 65 домакинства и 200 жители българи.
В 1891 година Георги Стрезов пише за селото:
| „ | Райковци, една част е чифлик на някой си Христаки от Демир Хисар и на Ваки. От Сенгелово има едва един час. Изкарва ориз и арпаджик. В гръцката му църква Веркович и Гологанов видели изображение на седмочислениците. 52 къщи българе. | “ |

Според статистиката на Васил Кънчов („Македония. Етнография и статистика“) в 1900 година в Райковци живеят 420 българи.
Всички жители на селото са под върховенството на Българската екзархия. По данни на секретаря на екзархията Димитър Мишев („La Macédoine et sa Population Chrétienne“) в 1905 година в Райковица (Raïkovitza) има 640 българи екзархисти и 18 цигани и работи българско училище с 1 учител и 21 ученици.
При избухването на Балканската война в 1912 година 13 души от Райковци са доброволци в Македоно-одринското опълчение.
До 1912 година селото е чифлик, собственост на гъркоманина от Сяр Зл. Кочев.

### В Гърция
През Балканската война селото е освободено от Седма пехотна рилска дивизия на българската армия, но след Междусъюзническата война от 1913 година остава в пределите на Гърция. Българското население на Райковци се изселва и на негово място през 20-те години са заселени гърци бежанци от Турция. Според преброяването от 1928 година Райковци е смесено местно-бежанско село с 42 бежански семейства и 142 души бежанци. В 1926 година е прекръстено на Капнотопос, в превод задимено място.

## Личности
Родени в Райковци
- Атанас Димитров, македоно-одрински опълченец, 2 рота на 11 сярска дружина[11]
- Атанас Константинов, македоно-одрински опълченец, 2 отделна партизанска рота, 3 рота на 10 прилепска дружина, 2 рота на 11 сярска дружина[12]
- Атанас Николов, македоно-одрински опълченец, 2 рота на 11 сярска дружина, носител на бронзов медал[13]
- Димитър Петров, македоно-одрински опълченец, 2 рота на 11 сярска дружина[14]
- Динчо Стоянов, македоно-одрински опълченец, 4 рота на 15 щипска дружина[15]
- Запре Стоянов, македоно-одрински опълченец, 2 рота на 15 щипска дружина[16]
- Иван Стоянов (1878 или 1888 – ?), македоно-одрински опълченец, 4 рота на 14 воденска дружина[17]
- Илия Георгиев (Георгев, 1889 – ?), македоно-одрински опълченец, 2 рота на 9 велешка дружина, ранен на 7 ноември 1912 година, носител на орден „За храброст“ IV степен[18]
- Коста Стоянов, македоно-одрински опълченец, четата на Стойо Хаджиев[19]
- Костадин Георгиев (? – 1913), македоно-одрински опълченец, 2 рота на 11 сярска дружина, загинал в Междусъюзническата война на 22 юни 1913 година[20]
- Мито Иванов (1867 – ?), македоно-одрински опълченец, 2 рота на 14 воденска дружина[21]
- Петко Ангелов, македоно-одрински опълченец, четата на Стойо Хаджиев, Нестроева рота на 15 щипска дружина[22]
- Стоян Заприн, македоно-одрински опълченец, четата на Стойо Хаджиев[23]